# 氟二氯碘甲烷
氟二氯碘甲烷是一种有机化合物，化学式为CCl2FI。它可由氟二氯甲烷溴化，生成氟二氯溴甲烷，再在丙酮中与碘化钠进行卤素交换得到；或通过三(二甲氨基)(氟二氯甲基)氯化𬭸和碘或一氯化碘的反应得到。它在室温不稳定，易析出碘。